# フランクリンジリス
フランクリンジリス (Poliocitellus franklinii) は、哺乳綱ネズミ目（齧歯目）リス科に分類されるジリスの1種である。本種のみで Poliocitellus属を構成する。
北アメリカに分布する。生息地であるプレーリーの破壊により個体数は次第に減少しており懸念レベルにまで近づいているが、多産であり局所的な個体数は豊富である。

## 分布
カナダのアルバータ州中央部からマニトバ州南部、アメリカ合衆国ノースダコタ州、ミネソタ州、南はカンザス州北部からインディアナ州北西部まで。

## 分類
1822年にJoseph Sabineによって、イギリスの北極探検家ジョン・フランクリンに敬意を表して名づけられた。旧Spermophilus属の亜属として、Poliocitellus亜属に分類されていたが、シトクロムb の DNAシークエンシング以来、Spermophilus属は側系統群とされ、Poliocitellus は1属として位置付けられた。また、フランクリンジリスは、モハーベジリス、マルオジリス、ホシジリス、ペロテジリスの属するXerospermophilus属とプレーリードッグ属を含む系統群の姉妹群とされている。亜種は確認されていない。

## 形態

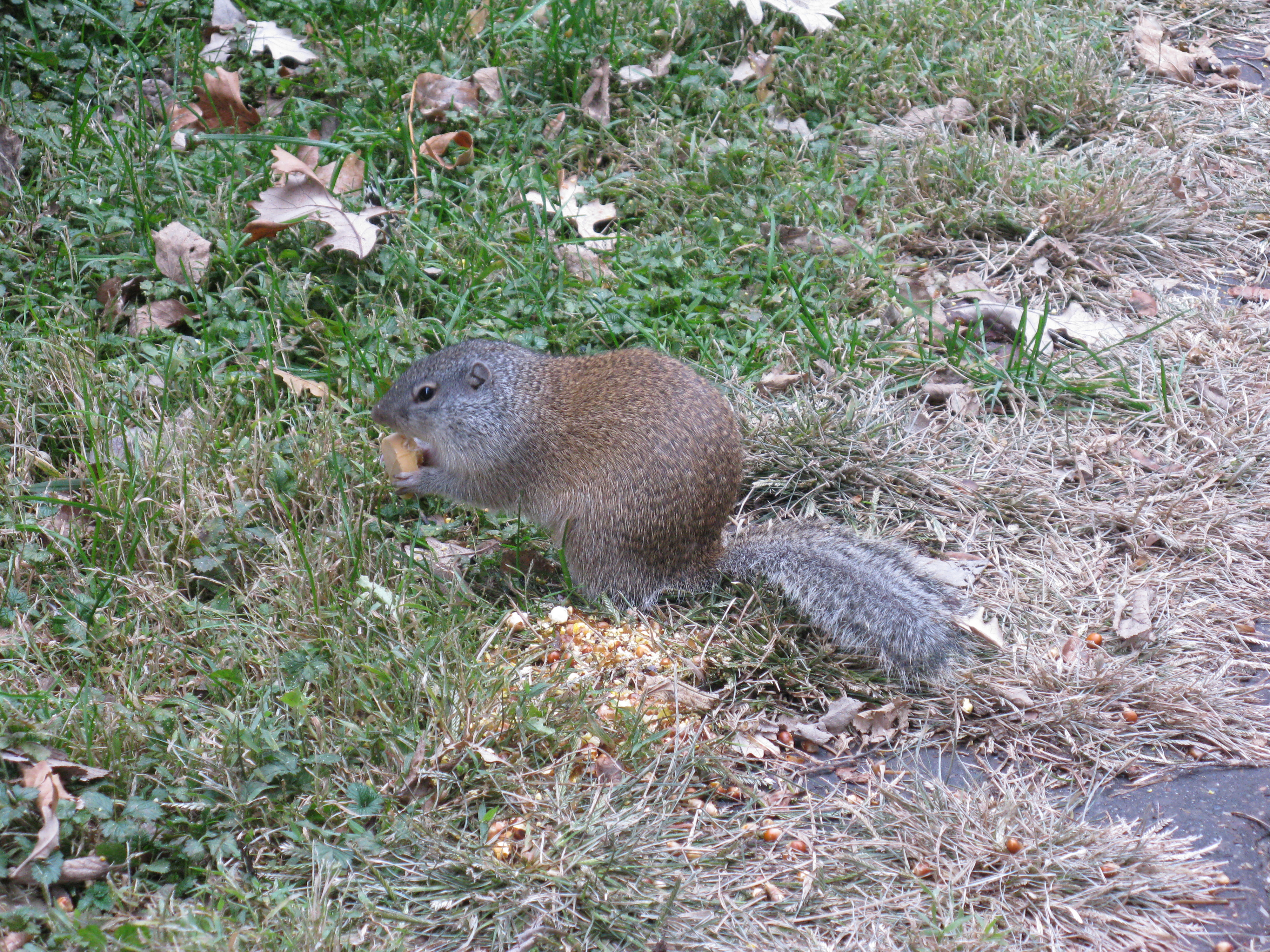
ネブラスカ州リンカーンにて

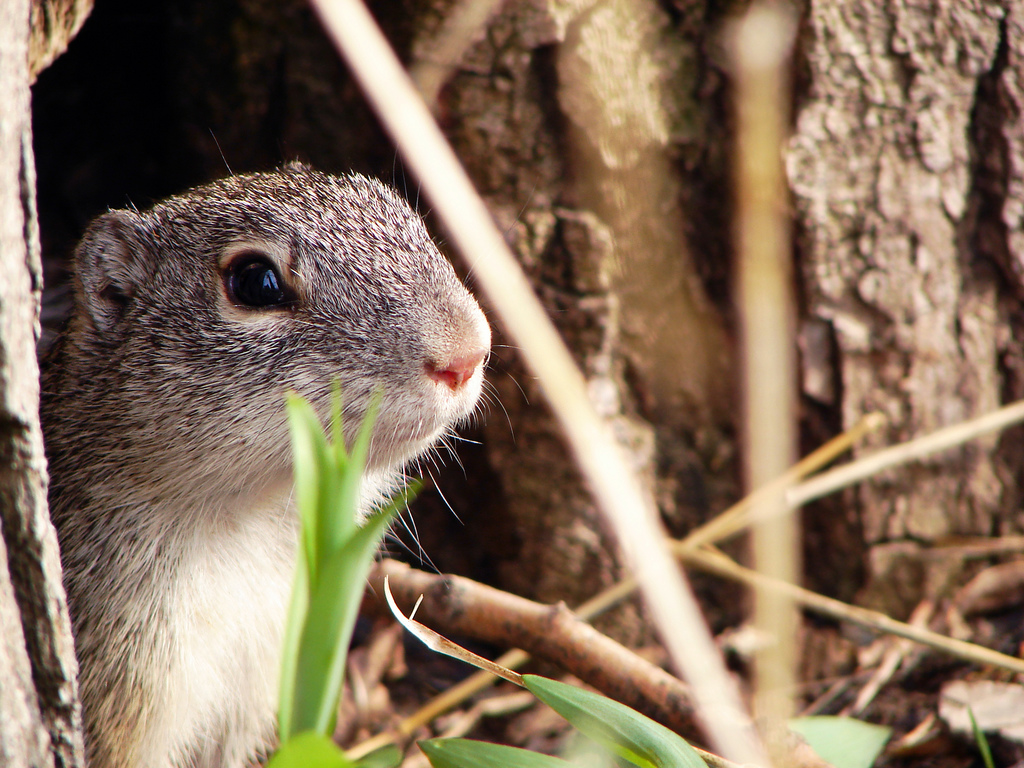
フランクリンジリス

全長36-41センチメートル、尾長11-15センチメートル。オスの体重は、春は370グラム、秋には950グラムにまで増加する。メスは春には約320グラム、秋には760グラムにまで増えるが、オスに比べて著しく軽く、比例して年間を通じた体重の増加もオスより少ない。被毛は茶色がかった灰色で、明暗の斑点があり、腹部は黄白色。尾は黒っぽい色で、頭部は灰色である。
多くの点で、フランクリンジリスはトウブハイイロリスによく似ている。しかしながら、フランクリンジリスの尾はトウブハイイロリスよりも短く、尾の毛の量もそれほど多くなく、耳が短く、より長いかぎづめを持ち、臀部の被毛にわずかに黄色がかった斑点がある。他に間違われやすい地元のジリスとしては、フランクリンジリスよりも体格がよく、長い尾を持つリチャードソンジリスや、著しく赤みがかった被毛をもつコロンビアジリスがいる。
たくさんの臭腺を持つ。口角には小さな臭腺があり、同じ種の仲間に挨拶する際に使用し、肩から骨盤にかけての臭腺は巣穴に匂いをつける際に使用する。最大の臭腺は、繁殖期に麝香の香りを生じさせる3つの肛門腺で、雌雄の両方にみられる。

## 生態
密集した草木に覆われており、しばしば林地や沼地との境界に沿った、背丈の高い草のプレーリーに生息する。
昼行性で、夜は巣穴で過ごす。巣穴は急勾配の坂に作られ、直径約8センチメートル、平均地下43センチメートルの深さにある。枯れ草で裏打ちされた寝室と、食糧貯蔵庫とトイレにつながっているいくつかの側道から構成される。出入り口は2-3か所ある。
一般的に非社交的になる春から夏の間は、1つの巣穴には1-2頭しか住んでいない。ノースダコタ州では、オスの行動圏は平均24ヘクタール、メスは9ヘクタールだが、個々の行動圏は重なっており、個体数密度は1ヘクタールあたり1.3-2.5頭になる。冬期には、何頭かで同じ巣穴を共有する。
雑食性で、春と夏の終わりには主に植物を食べるが、初夏には肉類と卵がかなりの割合を占める。春には、根、新芽、イネ科の草本、次第に葉、花、そして季節が進むと果実や種子を食べる。タンポポ、イラクサ、ニワトコ属、シロツメクサ、野生のエンドウなど。摂取する動物質の範囲は、昆虫、鳥の卵、小型の齧歯類、魚、カエル、そしてウサギや大人のマガモにまで及ぶ。
8月頃から4月まで冬眠するが、時期には個体差がある。オスはメスよりも早く冬眠に入り、大人は子ども（体に脂肪を蓄えるのにより多くの時間がかかる）よりも早く冬眠を開始する。アメリカアナグマは主な捕食者で、他にもコヨーテ、キツネ、 イタチ、タカ、ヘビに捕食される。
繁殖期は、春に巣穴から出てきてすぐに始まり、6月まで続く。この間ペアはしばしば巣穴を共有する。妊娠期間は28日間、1度の出産で2-13頭、平均8頭を産む。子どもは毛が生えておらず、目が閉じた状態で生まれ、生後18-20日で開眼する。生後30日で離乳する。メスは2歳で性成熟し、寿命は4-5年だが、オスの多くは2年以上生き延びることができない。